# 아나 루하스
아나 루하스(Ana Rujas, 1989년 5월 14일 ~ )는 스페인의 배우이다.